# Храна у старој Грчкој
Храна у старој Грчкој као један од битних елемента одржања живота, заснивала се на  на „медитеранској трилогији“: пшеница , маслиново уље и вино и режиму употребе у том историјском раздобљу расположивих намирница, које су штљиво употребљаване, због тешких услове који су владали у пољопривреди грчке.
Житарице су чиниле основу грчке исхране. Углавном дурум пшеница, спелта и јечам. Пшеница се користила као зрно за спремање пиреа или потапање у млело, или као брашно за производњу хлеба или колача. Јечам се често користи за израду буздована, грчког основног јела. Пољопривредници су кували хлебну пшеницу у рерни. Тесто од пшенице се користило за производњу кекса за уобичајену употребу, који су се израђивали у калупима и потом сушили. Житарице су често служене уз поврће (купус, спанаћ, лук, зелена салата, роткве, сочиво, пасуљ или леблебије). Конзумација рибе и меса варирала је у зависности од среће породица у риболову, или платежне моћи и била је резервисана претежно за богате. С друге стране, Грци су конзумирали велику количину млечних производа, посебно сира. Израз „не јести ништа осим јечма“ у старој Грчкој је било еквивалентно ставу „имати хлеба и воде“. Маслац је био познат, али се више користило маслиново уље, које је било јефтиније и доступније. Оброк је најчешће пратило вино (црвено, бело или розе), вода, понекад са неком аромом.
Прехрана Грка позната је из књижевних и уметничких извора: комедије Аристофана, извода из дела која је сачувао граматичар Атине, осликаних ваза и фигурице од теракоте. 

## Дневни оброци хране
Стари Грци су јели три оброка дневно.
- Доручак (ακρατισμος — акратисмос), састојао се од јечменог слојевитог хлеба, који се јео са смоквама или маслинама и неке врсту колача или палачинки, направљених на плеху или у тигању,названих по томе  τηγανιτης  теганитес.[7]
- Ручак (αριστον — аристон) који се конзумирао у подне или на почетку поподнева, и углавном се састојао од јела из медитеранске кухиње, уз додатак вина.[8][9]
- Вечера (δειπνον — деипнон), била је најважнији оброк у дану, и конзумирао се у мрачном делу дана па је носила и назив (εσπερισμα — хесперисма)  храна која се претежно узима увече.[10]

Грци су јели седећи на поду; употреба столица била је резервисана за банкете (отуда и њено име). Колачи са хлебом могли су да се користе као тањир, али чешћи су биле у употреби посуде од теракоте или метала. Посуђе се временом оплемењивало и, на пример, током римског доба налазимо посуђе од драгоцених материјала (сребро, злато) или стакла.
Присуство жена било је ретко на оброцима и банкетима, а остали су јели у миру и тишини. Обичај је био да се прво храна поједе, а по завршетку оброка слободно се упуштало у разговор, док су жене у већини случајева оброке јеле одвојено.  Ако величина куће то није дозвољавала, мушкарци су прво јели, а жене су долазиле за сто након што су би они завршиле оброк. Храну су у богатијим кућама послуживали робови а у  најсиромашнијим породицама жене и деца су, ако је веровати Аристотелу, обављали те послове у недостатку робова.
Обичај жртвовања малих скулптура од теракоте у гробнице са приказаом сцена из живота, омогућило нам је да имамо добру представу о грчком намештају и начину обедовања. Грци су јели седећи, употреба столица била је резервисана за банкете или аристократе. Столови, су били високи за обична јела, ниски за банкете, у почетку су били правоугаоног облика. У 4. веку п. н. е.  сто је попримио  округли облик, и често је украшавана са зооморфним стопалима, као што су нпр. ноге лава.
Колачи са хлебом могли су да се користе као тањири, али земљани или метална чинија и били су били су чешћи. Посуђе за јело временом се мењало, а у римско доба постојало је посуђе од стакла или драгоцених материјала. Прибор за јело ретко се користи за столом: употреба виљушке није била позната, јело се прстима. Грци су током јела користили нож за сечење и кашику сличну савременим западњачким кашикама када су јели супе и течнија јела.  Комада хлеба (απομαγδαλια — апомагдалиа) користили су и за узимање хране или умакање у јело или као салвете за чишћење прстију.

## Воће и махунарке
Присуство у оброцима осушених смокава, заједно са остацима грожђа, сугерише да им је смоква Грцима служила као шећерно средство за прикривање горчине укуса сока од дивље лозе.
Житарице су се често служиле уз пратњу генерички названог јела  οψον — опсон којим се  означавло а све што се припрема са ватром и све што прати хлеб.  Ово значење се временом пренело, па тако нпр. у Илијади термин означава месо; касније се у Одисеји његово значење проширује и на рибе. У класичном периоду више се ради о поврћу (купус, лук, сочиво, пасуљ), у супи, куваној или пасираној (ετνος — етнос), зачињеној маслиново уљем, сирћетом, γαρον — гаро - рибљи сос сличан вијетнамском  са зачинским биљем. По Аристофану, каша је била једно од Хераклових омиљених јела, увек представљеног као прождрљивац у грчким комедијама.
У граду је свеже поврће било скупо и мало се трошило: а најсиромашнији грађани често су користили осушено поврће. Чорба од сочива (φακη —  пхаке) је било типично сељачко јело.  Оброци војника су  садржали класичан бели лук, лук и сир, према казивању Аристофана  „лук са благоваоницом“ типично за војника.
Плодови, свежи или сушени, једени су као десерт. То су углавном биле смокве, нар, ораси и лешници Сушене смокве јеле су се и као додатак уз вином, или се  сервирало печено кестења, леблебија или орах.
Шака свежих или сувих смокава била је врло хранљив оброк којем се додавало, ако је могуће, усирено млеко са соком од смокве или колачима.
Према Платону „храна за спортисте је пар екселеанс“.
Како би се заштитио главни ресурс Атике, извоз хране је био забрањен. Жетва се никада није одвијала пре него што су свештеници сикофанти (гувернери смокве) званично најавили зрелост житарица. Касније су ово име добили они који су се бавили шверцом светих смокава, а касније и сви доушници и уцењивачи, потказивачи, клеветници и подлаци.

## Јаја и сир
Грци су од живине узгајали патке, препелице и пилиће делимично за производњу јаја, а делом за исхрану живинским месом. Птице у продавницама меса доношене су живе у кавезима и убијане су на захтев купца, али се може претпоставити да су биле прилично ретке и скупе.
Јаја су се јела тврдо или меко кувана као предјело или као посластице. Такође су се користили, у облику беланца жуманца или целог, у производњи неких јела.  
Млеко  је куповано од сељака, али једва је коришћен у кувању. Путер је био познат, али се мало користио, изузев међу становницима у Тракији на северу Егејског мора, које је песник Анакандридис описо под називом "они који једу маслац". 
Грци су јако ценили млечне производе. Оно што би требало да подсећа на јогурт служено је као слаткиш. Си ир од козјег или овчех млека, најчешће је био основна храна. Продавао се у различитим продавницама, зависно од тога да ли је био свеж или не, па је тако нпр. свежи сир коштао две трећине цене другог.    произвођен су и усирени млечни производи, попут филије од сира, или као јогурт, који се обично јео са медом.

Сир се јео сам или помешан са медом или махунаркама. Сир се користио и као састојак у припреми доброг броја јела, укључујући и она од риба. Једини сачувани рецепт је од сицилијанског кувара Митеацеа, који у својој расправи о кувању каже: 
Извадите утробу из рибе и одсеците јој главу; оперите је, исеците на филете и прекријте је сиром и уљем, и онда спремајте.
 Међутим, ова употреба сира била је контроверзна: јер Аркуестрато упозорава своје читаоце да сицилијански кувари кваре укус добре рибе додавањем сира.

## Хлеб и колачи
Као и многе друге намирнице, хлеб је у Европу стигао, из Египта преко античких Грка. Стари Грци пренели су квасац из Египта, и рецепет за прављење и печење и производњу хлеб са две врсте киселог теста, једног – од проса и шире, а другог – од јечма и шире.  Грчки морнари и трговци су донели из Египта не само рецептуру за припрему хлеба већ и брашно и тако се временом производња хлеба проширила и по Европи Познато је да су Грци уживали у разним облицима хлеба, а радо су му додавали уље и мед.
Пшеница се у Старој Грчкој гајила тек од 400. године п. н. е, мада су  хлебови од јечма (Hordeum vulgare) постојали и пре доласка пшенице; највероватније због тога што је јечам у почетку био популарнији. Пшеница је због великих потреба и мале производње увожена из Египта, са Сицилије или из других крајева да би се задовољила све већа потражња у грчкој као европској метрополи. Како Грци и у каснијем периоду нису постигли велики напредак у пољопривред наметнула се  потреба за  отварања нових трговинских путева и увоз житарица, из других земљама.
Појавом Солона (грчки Σολων)  око 638. - 558. п . н. е.)  атинског песника, политара реформатора, законодавац и државник, и једним Седам грчких мудраца,  учинила је од Грчке пољопривредну демократију опредељену да обожава Деметру (повезану са прављење хлеба) у Елевзи.   
У Грчкој су се молили за хлеб бо гињи Деметри, која је била богиња Земље, пољопривреде, плодности и жита. О њој постоји и легенда: 
Богиња Деметра имала је ћерку Персефону. Били су врло близу, али једног дана док се Персефона играла на ливади, Хад, који је био заљубљен у њу, отворио је тло и одвукао је са собом у подземље. Деметра је туговала, па се закључала у свом храму у Елевзи, шаљући неплодност на Земљу. То је проузроковало сиромаштво и хаос међу људима, а затим и боговима, па је Зевс, отац Персефоне, одлучио да интервенише. Склопио је споразум између Деметре и Хада, и одлучено је да ће Перзефона две трећине године провести са мајком, а трећину са Хадом. Тако Деметра, оплакујући зиму, даје Земљи неплодност док њена ћерка одлази у Хад, а када се врати, облачи природу у зеленило и цвеће.
Значај хлеба у грчкој култури примећује се по томе што су постојали жртвени ритуали звани псадиста, у којима су се боговима нудиле три основне намирнице: хлеб, уље и вино. 
Писац из другог века Атенео де Наукратис у својим делима помиње готово 72 различита начина прављења хлеба, што указује на вештине до којих је дошла хеленска култура у мешењу хлеба. Хвалећи хлеб Аристофан, Антифан и Платон спомињу пекара по имену Теанос, што указује на важан положај пекарске професије. Грчки песник Аркуестратос од Гела помиње у својој књизи Хедипатеиа ражани хлеб направљен на Лезбосу са којима је, према легенди, сам Хермесје храњен. 
Грци не само да су преузели припреме хлеба и идеју Египћана да користе пећнице за претходно загревање у облику купола које се отварају фронтално како би у њу унели комаде хлеба. У тим пећима Грци су припремали хлеб који су називали буздован, који се правио од јечма . Остали хлебови попут артоса могли су се служе само одређеним празницима . Већ у то доба буздован је био више повезан са храном понизних људи.20 Као опште правило, буздован је био хлеб који се правио и са другим састојцима (званим опсон). Од ових састојака најчешће је то била риба.. 
Прерада житарица у брашно била је у Грчкој ручни рад, који су углавном обављали робови или жене, у на некој врсти округлог камења званог брусни точкићи.
Други грчки хлеб који се појављује у класичној литератури био је кеибанитос, кога је поменуо Аристофан:
- хлеб у у облику вргања или печурке (украшен црним семеном мака)
- хлеб квадратног облика;
- даратон, хлеб који се састојао од неферментисаног хлеба;
- алмогеаус, хлеб рустичном облика;
- паиос, веома чест;
- синкомиста  црни хлеб направљен од ражи;
- хондрит, направљен од пшеница и спелте;
- семидалите, направљен од белог пшеничног брашна. 20

Многи од ових хлебова су постали познати захваљујући грчком гурману Криспипосу из Тиана, који је написао расправу о хлебу. У једном од рецепата за хлеб он описује плакон као мешавину раженог брашна са сиром и медом и то се може сматрати првим рецептом за торту. 
Остали познати Грчки хлебови били су: 
- мулои из Сиракузе, направљен од пшеничног брашна и семена сезама у облику женских гениталија, који је био жртвени дар Деметре и њене ћерке Персефоне током Тесмофоријског фестивала;
- кирибанес, који је имао облик грудију Афродите,
- емпетас, која је у облику ципеле и био  је испуњен  топљеним сиром (плакос).

Хлеб који су производили Грци понекад је обогаћен другим састојцима, попут орашастих плодова или меда, који су хлебу давали сладак укус. Из ове врсте припреме хлеба настала је посебна врста  модерне колаче. У швајцарском музеју сачуван је један од најстаријих хлебова који потичу из овог доба и познат је под називом Корцелски колач, настао отприлике око 2800. године пре нове ере.
- Неке од житарица које су користили пекари у античкој Грчкој
- Јечам
- Спелта
- Пшеница

## Месо
Јело од меса било је ретко, осим на забавама или банкетима. Конзумација меса и рибе варирала је у зависности од окружења:  ловни терени омогућавали улов и конзумацију ситних птица и зечева. Док су се сељаци бавили узгајајем кокоши и гусака; богатији власници имања чували су стадо коза, свиња и јагњади.
У граду је месо скупо, осим свињског: у доба Аристофана свиња је коштала три драхме, око три дана рада за радника.  Богати и сиромашни јели су кобасице.  Црни пудинг направљен од козјег желуца пуног масти и крви помиње се у Одисеји. 
Микенска цивилизација практиковала је сточарство због производње млека и меса. У 7. веку п. н. е. Ц. Хесиод описује своју идеалну сеоску гозбу уз вино, козје млекое и  месо бика.  
На крају архаичне ере узгајање стоке опада, а потрошња меса постаје маргинална, ограничена на верске жртве и грађанскa гозбе.
Месо се у класичним текстовима помиње много мање него у архаичној поезији; Могуће је да ова промена не одражава промену потрошачких навика, већ само да су то облици сваког књижевног жанра посебно. Конзумација меса углавном се дешавала приликом верских жртава, на грађанским фестивалима: део меса је спаљивањем жртвован  боговим (маст и изнутрице), док су мушкараци  месо пекли на роштиљу и кували. Цветала је и трговина куваним или сољеним месом, која се такође била нека врста жртвеног меса. 
Техника грчког месара била је таква да животиња није сечена према типу комада, већ у деловима једнаке тежине: сваки од њих би, према томе, могао бити састављен готово у потпуности од масти и костију, или напротив само меса и мешаних комадићи за динстање, печење, кување или роштиљање.
На Криту су најбољи делови меса давани посебно мудрим грађанима или добрим ратницима; у другим градовима,  шницле су се насумице јеле , дајући свима једнаке шансе да добију добри или лоши комад меса. Стога је Грк, купујући месо на пијаци, тешко могао да бира између трбуха и самог меса: у изворима нема података за котлет или јагњећи бут. 
Са своје стране, Спартанци су јели углавном свињски рагу - неку врсту месног паприкаша (на старогрчком , μελας ζωμος мелас зомос ) -, сачињен од свињског меса, уља, соли и соса од крви и сирћета. 
Плутарх наводи да је „ црна чорба била високо цењена; толико да старци нису ни тражили комад меса, већ су то препустили младима, а они су јели послужену чорбу . Према наводима из литература Спартанци најхрабрији људу од свих Грка бранили су њиховим куварима да припремају и друге ствари осим меса.

## Риба
Има коштани скелет
Однос Грка према риби варира у зависности од времена. Као што су Грци сами приметили, у Илијади се не једе риба већ пече месо,  што Платон објашњава строгошћу тадашњих обичаја.  Међутим, чини се да су тада на рибу гледали као на храну сиромашних. Одисеј је са својим сапутницима јели су рибу, али само зато што су били гладни након што су прошао кроз Харибуи Сцилу а риба им је била при руци.
Супротно наведеном, у класичном периоду риба је постала луксузна посластица, за којом су трагали најзахтевнији гурмани и која је у хеленистичком периоду дала повод за специјализоване расправе, попут оне о Уметности куповине јефтине рибе. 
Песник Ерихос, у својој игри Мелибеа, у појединим чиновима описује конзумирање туне, јегуље, као исхрану јелима достојним боговимаа, и да та јела сиромашни не могу себи да приуште.
Да гостима банкета који је Атина приређивала у 2. и 3. веку п. н. е.  велики део свог разговора посвећују енофилским и гастрономским разматрањима. Они расправљају о упоредним заслугама  вина, поврћа или меса; евоцира успомену на реномиране јела (пуњене сипа, трбух туне, мореске ракове, зелену салату лагано пиће од меда и вина)
На дну скале риба у Грчкој су сардине, инћуни и друге ситна риба коју су пржили обични атински грађани. Између осталих уобичајених морских риба, на трпези Грха наводе се бела туњевина, црвени ципал, сабљарке или јесетра, као деликатеси који се једу из саламуре. 
Слатководне рибе укључују штуку, шаран и мало вољеног сома. Грци цене и јаја од рибе и морских плодова : шкољке, сипе (σηπια), хоботница и лигње  пржене или печене на жару, које се служе као предјела, као прилози. На банкетима служени су и морски јежеви; велики примерци као део  репертоара високе кухиње72. 
Сипа и хоботница традиционални су поклањани током фестивала Ампфридромиа, када родитељи дају име свом детету.. 
Што се тиче шкољки и ракова, Гален је први који је споменуо конзумацију сирових острига, краба   јастога.  јастог и других морских плодова..
Риба је долази из риболова, најчешће појединачног, врло близу обале и врло занатског, чак и ручног уловљена. 82. Ако можемо претпоставити да је у старој Грчкој постојала аукције, претпоставља се да се већина улова продавала на градским пијацама, на специјализованим тезгама.
Риба се често припремала и продавала у сланом облику. Процес саламурења је посебно био уобичајен за мале рибе. 
Израз „јефтинији од сауријске“ означавао је изузетно често врло јефтину и добру рубу. Такође се овај израз примењивао на масну рибу - паламиду, туњевину, скушу, јесетре - па чак и на ракове и јежеве.

## Пиће
Најраспрострањеније пиће је очигледно била вода. Одлазак по воду био је свакодневни задатак жена. Ако је бунар незаобилазан, природно се преферирала вода „са чесме која увек шикља и тече, а која није мутна“.  Вода је била препозната као хранљива — јер тера дрвеће и биљке да расту — и укусна намирница. Тако је нпр. Пиндар оценио да је вода са чесме „пријатна као мед”  
Грци су воду описивали као тешку, суву, киселу, слатку или тврду, јаку или слабу итд. Лик из дела комичног песника Антифана   заклиње се да ће међу свим водама препознати воде Атике по добром укусу. 
Атенео наводи  одређени број филозофа, познатих по томе што не пију воду, и сматра де је то навика комбинована са вегетаријанском исхраном. А често се у Грчкој уместо воде пило козје млеко и медовина.
Уобичајени прибор за пиће воде био је у облику чамца, а прављен је од дрвета  печене земље или метала Такође се користила и чаша за пиће која се звала киликс, а на банкетима кантхарос или чак ритон .

### Вино
Грчка је вероватно открила виноградарство током четвртог и трећег миленијума пре нове ере.  Ово потврђују таблице исписане линеарним А и линеарним Б , које помињу винограде, винову лозу повезане са дрвећем или житарицама и слатко вино, вино са сувим грожђем или вино са медом.  Хомер и Хесиод описују рад виноградара и традиционалне праксу и приказују виноградара како бере веома зреле гроздове, које је оставио да се суше на сунцу десет дана да би се концентрисао шећере;  техника је коришћена до времена Хипократа   и Диоскорида.  
Гроздови су прво гажени, а затим сипани у неку врсту тегли запечаћених смолом, које су биле напола затрпане да би се обезбедила стабилна температура и остављала да ферментирају 10 до 30 дана.  Посуде су остајале затворене до краја зиме, што је у Атици одговарало празнику Антестерија.
Вино је винификовано и у црвеној, розе и белој боји.  Каталог произведених вина био је веома обиман. Називи су указивали на место порекла, коришћено грожђе, поступак производње, квалитет итд.  Позната вина, између осталих, била су прамниос и пситио.